# Arthur Wear
Arthur Yancey Wear (né le 1er mars 1880 — décédé le 6 novembre 1918) est un joueur américain de tennis, médaillé de bronze aux Jeux olympiques d'été de 1904 à Saint-Louis en double messieurs avec Clarence Gamble.
Il est le frère de Joseph Wear, lui aussi joueur de tennis.

## Palmarès (partiel)

### Médaille en double
|   | Date | Nom et lieu du tournoi             | Cat.    | Surf.        | Partenaire      | Finalistes               | Score   |
| 1 | 1904 | Jeux olympiques d'été, Saint-Louis | Olympic | Terre (ext.) | Clarence Gamble | Joseph Wear · Allen West | Partage |